# Heliosferă

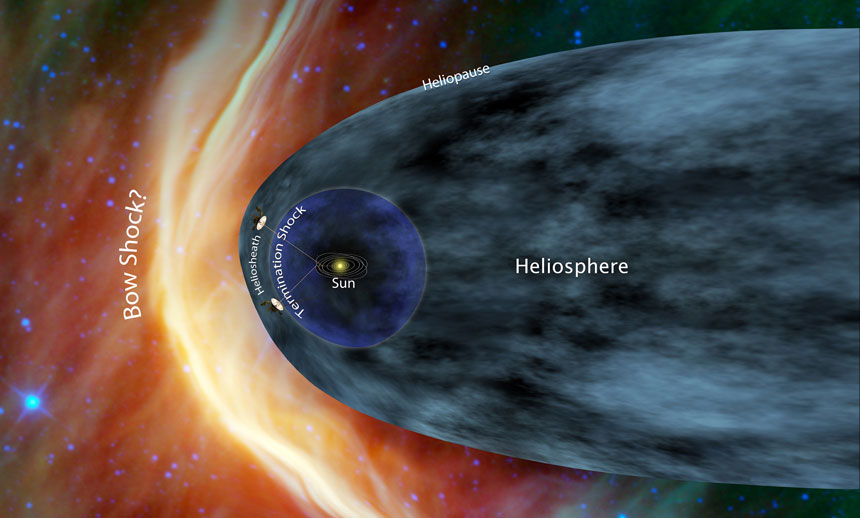
Heliosfera prezentată în cadrul itinerarului lui Voyager 1 și 2

Heliosfera reprezintă un strat extern format din particule de energie ridicată emise de Soare, aflat în jurul Sistemului Solar. Spațiul geometric pe care îl ocupă este limitat de interacțiunea cu mediul interstelar, energia particulelor fiind anulată treptat de acesta, până la aria în care viteza se anulează (landa solară). 
Vânt solar este denumirea fenomenului de emisie a radiaței solare formată din particule a căror energie permite ejectarea de sub influența gravitației Soarelui. Acesta este inconstant în timp și spațiu, datorită exploziilor solare și a furtunilor geomagnetice.
O parte din aceste particule sunt captate de câmpul magnetic al planetelor, constituindu-se în centuri de radiații Van Allen.
Un fenomen vizibil pe Terra provocat de prezența acestor particule este aurora boreală.

## Structură
Heliosfera este o bulă gigantică de gaz a cărei formă și dimensiune variază în funcție de rotația, deplasarea, activitatea și câmpul magnetic al Soarelui. Rotația Soarelui în jurul axei sale creează forma spiralată a heliosferei, iar deplasarea Soarelui creează forma alungită a heliosferei. Gazele care alcătuiesc heliosfera sunt în principal heliu și hidrogen. La fel ca toate celelalte forme de energie, aceste vânturi solare au limite, iar aceste limite formează heliosfera. Heliosfera apare atunci când forța de împingere a vântului solar nu mai poate împinge înapoi bula de gaz. Această limită se numește heliopauză.

### Șoc terminal

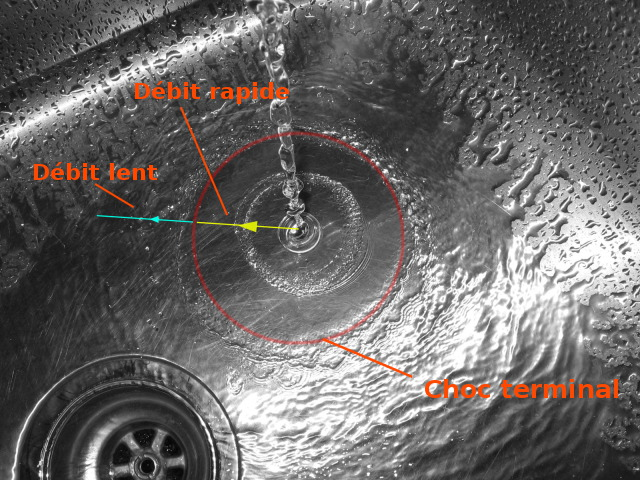
Un exemplu de șoc terminal produs de un jet de apă care se scurge într-o chiuvetă de bucătărie (limita dintre fluxurile torențiale și cele fluviale).

Șocul terminal corespunde tuturor punctelor din heliosferă în care viteza vântului solar devine subsonică (în raport cu steaua și cu mediul interstelar) după ce a fost încetinită de interacțiunile cu mediul interstelar. Acest lucru duce la compresie, încălzire și o modificare a câmpului magnetic. 
În cazul Sistemului Solar, șocul terminal este estimat la o distanță de 75-90 de unități astronomice de Soare.
În 2007, sonda Voyager 2 a străbătut șocul terminal al Soarelui. Se pare că ar fi trecut de cinci ori peste șocul terminal deoarece frontierele acestuia variază potrivit cu activitatea solară.
Șocul se produce în momentul în care particulele vântului solar trec de la circa 400 km/s la viteza de circa 100 km/s, în mediul interstelar, deși valoarea este fluctuantă, creând o undă de șoc.
Îndepărtându-se de Soare, șocul terminal este urmat de heliopauză, în care particulele vântului solar sunt oprite de mediul interstelar. Urmează apoi unda de șoc magnetic, care marchează limitele magnetosferei solare.

### Heliopauză
Heliopauza și heliosfera sunt două lucruri distincte. Heliopauza este limita unde vântul solar este oprit de mediul interstelar. Această limită nu este bine cunoscută, deoarece este foarte dificil de observat, ceea ce este probabil datorat faptului că heliopauza nu este niciodată constantă. Viteza vânturilor solare se schimbă în fiecare moment, iar aceasta face heliopauza instabilă.

### Heliogană
Heliogana este alcătuită din particule emise de Soare care se ciocnesc cu particule interstelare. Aceste particule se acumulează în jurul heliopauzei și creează o undă de șoc. Heliopauza este situată chiar mai departe decât șocul terminal, iar în această regiune vântul solar este încetinit și comprimat. Aceasta poate fi echivalentă cu o distanță de aproximativ 80-100 UA în cel mai apropiat caz. Grosimea medie a heliopauzei este de aproximativ 10-100 UA.
Este ușor de făcut o analogie cu heliogana dintr-o chiuvetă: apa care cade se îndepărtează uniform de punctul de cădere, dar numai atât cât îi permite presiunea. Atunci când apa se îndepărtează prea mult, presiunea sa scade și nu mai este posibil ca ea să se răspândească mai departe, în special din cauza apei care o înconjoară deja și care îi opune rezistență. Apa formează un cordon mai mult sau mai puțin circular în jurul punctului de cădere. În ansamblu, acest cordon este analog unei heliogane. Limita interioară a cordonului este șocul terminal.